# 香港味道
《香港味道》（英語：Taste of Hong Kong）是亞洲電視本港台製作的一個飲食節目，本節目為「5個半a餐」之一，介紹香港地道美食。由2007年12月20日起，逢星期四晚上7:30播出，由陳啟泰擔任主持。

## 外部連結
- aTV 5個半a餐 - 香港味道